# Кајк
Кајк (енгл. Kike) је англосаксонски пејоративни термин за Јеврејина.

## Етимологија
Најранија забележена употреба речи датира из 1880-их.
Према Оксфордскоме речнику еглескога језика, реч је настала због суфиска у јеврејским имена –ki и –ky. То су углавним били Јевреји који су се из источне Европе доселили у Сједињене Државе почетком 20. столећа. Варијација или проширење ове теорије је објављена у часопису Our Crowd (Наша гомила) аутора Стивена Бермингама који претпоставља да је термин кајк срочен као одбацивајући фактор већ асимилираних америчких Јевреја (који су се доселили из Немачке) према Јеврејима који су се доселили из Русије. Многи руски Јевреји су тада имали имена која су се завршавала на -ки па је то било средство поделе и препознавања од Јевреја који су се доселили из Немачке и који су већ били асимиловани у Америци. Међутим, овај пејоративан термин су касније узели нејевреји како би означили све Јевреје и оне руске и оне немачке.
Encyclopedia of Swearing (Енциклопедија псовки) сугерише да је Лео Ростен вероватно дао најтачнију генезу.
Састављајући мистериозно порекло овог израза, 1864. године у Великој Британији реч ајк или ајки коришћена је као погрдни израз за Јевреје, што је изведено из имена „Исак“, уобичајеног јеврејског имена.

## Употреба
Неки извори међутим кажу да је прва употреба настала на острву Елис као термин за све Јевреје, што се коси оној тези да су амерички Јевреји тако прозивали јеврејске досељенике у САД.
У путопису из 1937. г. која је објавила немакчко-јеврејски часопис Der Morgen, Јоаким Принц спомиње кајк као термин који су Јевреји у САД називали друге неамеричке Јевреје.
У путописном извештају из 1937. године за немачко-јеврејску публикацију Дер Морген, Јоацхим Принз, пишући о ситуацији јеврејских имиграната у САД-у, спомиње реч коју Јевреји користе да би презриво упутили друге (источне) Јевреје.
У контексту превођења ова увреда се најчешће преводи као Чифутин.

## Извори
1. 1 2  „Welcome to the new OED Online : Oxford English Dictionary”. Dictionary.oed.com. Приступљено 2012-05-24.
2. ↑  Kim Pearson's Rhetoric of Race by Eric Wolarsky. The College of New Jersey.
3. 1 2 3 4  Encyclopedia of Swearing: Social History of Oaths, Profanity, Foul Language, and Ethnic Slurs in the English Speaking World / Geoffrey Hughes. Armonk, N.Y. : M. E. Sharpe, c2006.
4. ↑  New Dictionary of American Slang/ edited by Robert L. Chapman. New York: Harper & Crow. c1986.
5. ↑  The Oxford Dictionary of Modern Slang/ compiled by John Ayto, John Simpson. Oxford; New York: Oxford University Press, c2005.